# Agouti (gène)
Pour les articles homonymes, voir Agouti (homonymie) et ASIP.
Agouti (sigle ASIP : Agouti SIgnaling Protein) est un gène chargé de déterminer si le pelage d'un mammifère est bicolore ou d'une couleur unie (non agouti).

## Couleur agouti
Agouti, en génétique mendélienne, caractérise la couleur du pelage des mammifères par référence à l'agouti, qui possède une robe brun chiné.
Par exemple, chez le chat, un poil agouti est un poil composé d'une base foncée entrecoupé par des bandes noires. La couleur de base du poil est constituée par de la phéomélanine et les bandes noires par de l'eumélanine. Ce type de poil rappelle la fourrure de l'animal qui lui a donné son nom.

Poil agouti de chat à fourrure tabby
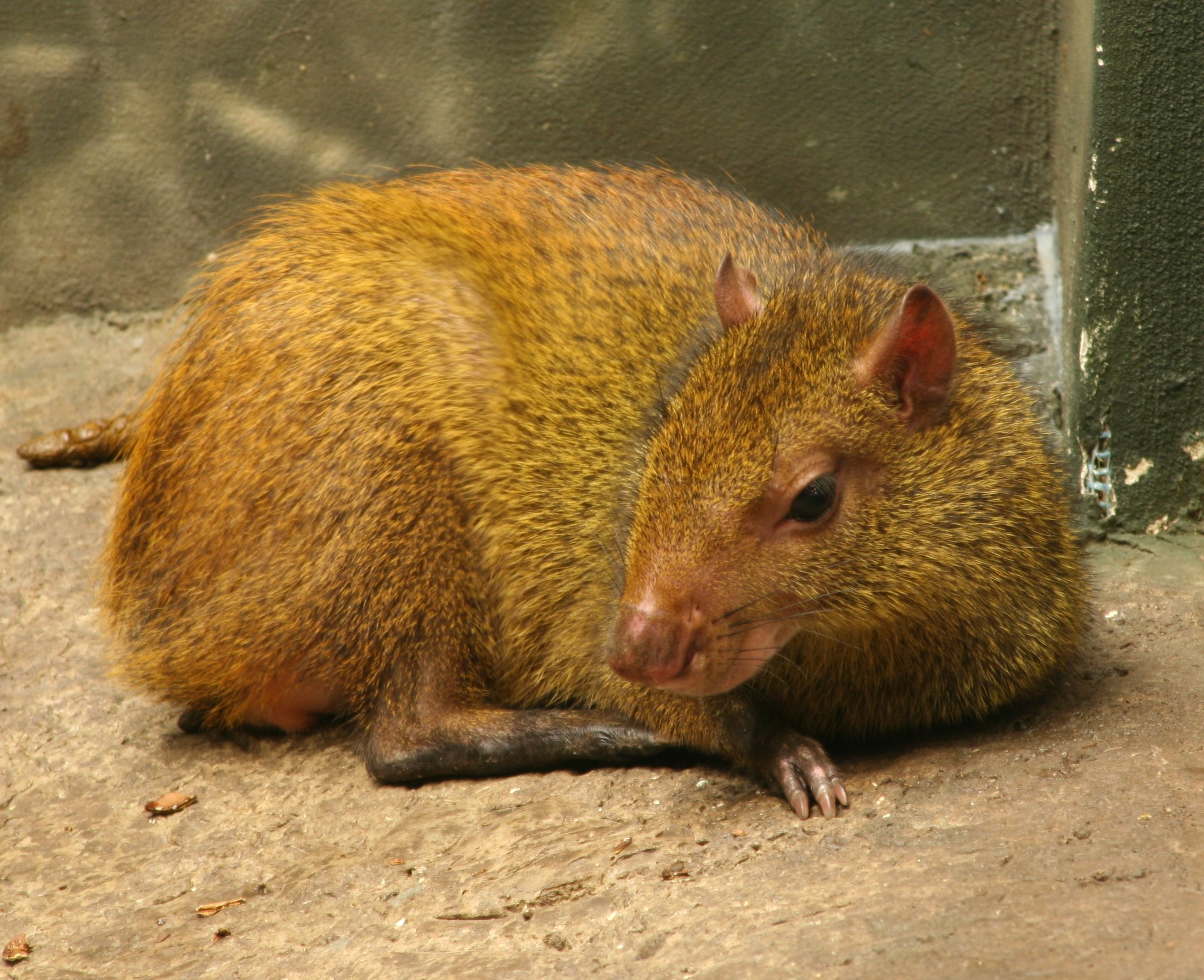
Un Agouti doré. On voit clairement plusieurs nuances dans la longueur du poil
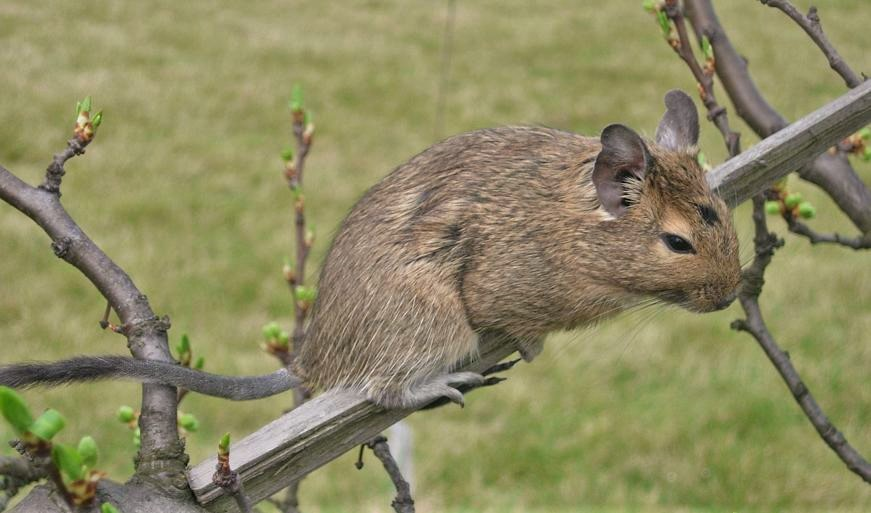
Un octodon au pelage agouti
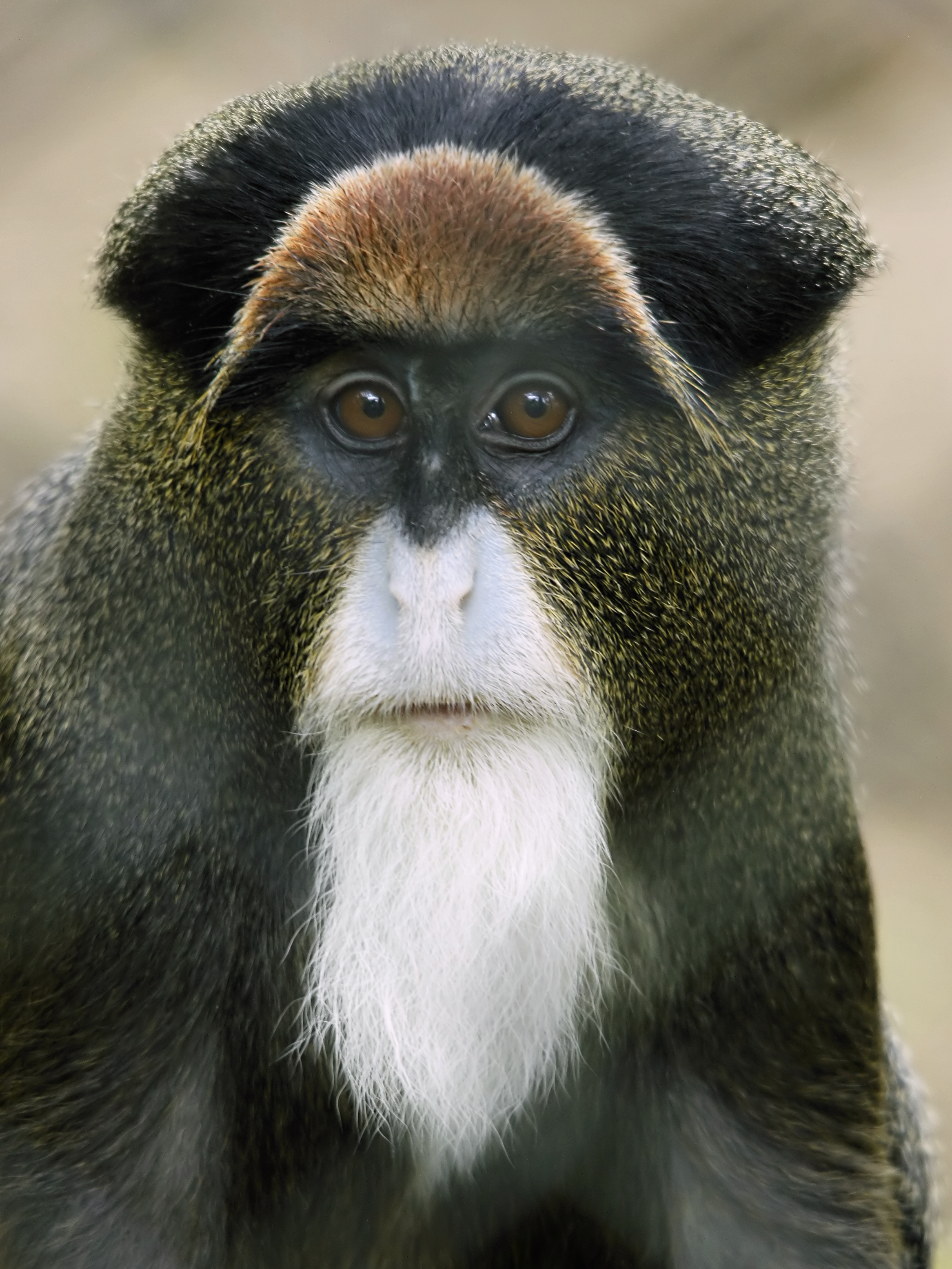
Cercopithèque de Brazza à la robe partiellement agouti

## Mutations
La mutation jaune létal (Ay) a été la première mutation embryonnaire à être caractérisée chez la souris, car les souris homozygotes jaune létales (Ay/ Ay) meurent au début du développement, en raison d'une erreur dans la différenciation du trophectoderme. Les homozygotes jaune létal sont rares aujourd'hui, tandis que les hétérozygotes jaune létal et jaune viable (Ay/a et Avy/a) restent plus courants. Chez les souris de type sauvage, le gène agouti n'est exprimé que dans la peau pendant la croissance des poils, mais ces mutations jaunes dominantes font qu'il est également exprimé dans d'autres tissus. Cette expression du gène agouti est associée au syndrome de l'obèse jaune, caractérisé par une obésité précoce, une hyper-insulinémie et une tumorogénèse,.
La mutation létale jaune (Ay) est due à une délétion en amont au site de départ de la transcription du gène agouti. Cette délétion entraîne la perte de la séquence génomique d'agouti, à l'exception du promoteur et du premier exon non codant de Raly, un gène à expression ubiquitaire chez les mammifères. Les exons codants d'agouti sont placés sous le contrôle du promoteur Raly, initiant l'expression ubiquitaire d'agouti, augmentant la production de phaéomélanine par rapport à l'eumélanine et entraînant le développement d'un phénotype jaune.
La mutation jaune viable (Avy) est due à une modification de la longueur de l'ARN messager d'agouti, le gène exprimé devenant plus long que la longueur normale du gène d'agouti. Cela est dû à l'insertion d'un rétrotransposon unique de la particule A intracisternale  en amont du site de départ de la transcription de l'agouti. À l'extrémité proximale du gène, un promoteur inconnu provoque alors l'activation constitutionnelle de l'agouti, et les individus présentent des phénotypes correspondant à la mutation jaune létale. Bien que le mécanisme d'activation du promoteur contrôlant la mutation jaune viable soit inconnu, la force de la couleur du pelage a été corrélée au degré de méthylation du gène, qui est déterminé par le régime alimentaire maternel et l'exposition environnementale. Comme l'agouti lui-même inhibe les récepteurs de la mélanocortine responsables de la production d'eumélanine, le phénotype jaune est exacerbé dans les mutations jaune létal et jaune viable, car l'expression du gène agouti est accrue.
Les hétérozygotes jaunes viables (Avy/a) et jaunes létaux (Ay/a) ont une durée de vie réduite et un risque accru de développer une obésité précoce, un diabète de type II et diverses tumeurs. Le risque accru de développer une obésité est dû à la dérégulation de l'appétit, car l'agouti agonise la protéine liée à l'agouti (AGRP), responsable de la stimulation de l'appétit via les neurones orexigènes hypothalamiques NPY/AGRP. L'agouti favorise également l'obésité en antagonisant l'hormone mélanotrope (MSH) au niveau du récepteur de la mélanocortine (MC4R), car le MC4R est responsable de la régulation de la prise alimentaire en inhibant les signaux d'appétit. L'augmentation de l'appétit est couplée à des altérations du métabolisme des nutriments dues aux actions paracrines de l'agouti sur le tissu adipeux, augmentant les niveaux de lipogenèse hépatique, diminuant les niveaux de lipolyse et augmentant l'hypertrophie adipocytaire, ce qui augmente la masse corporelle et entraîne des difficultés à perdre du poids car les voies métaboliques sont déréglées. L'hyperinsulinémie est causée par des mutations de l'agouti, car la protéine agouti fonctionne d'une manière dépendante du calcium pour augmenter la sécrétion d'insuline dans les cellules bêta du pancréas, ce qui augmente les risques de résistance à l'insuline. L'augmentation de la formation de tumeurs est due à l'augmentation des taux de mitose de l'agouti, qui sont localisés dans les tissus épithéliaux et mésenchymateux.